# Sant Iscle i Santa Victòria del castell de Millars
L'església de Sant Iscle i Santa Victòria  es troba la poble de Millars, de caràcter disseminat, a llevant del terme municipal de Madremanya (Gironès). L'església és sufragània de la parroquial de Sant Esteve de Madremanya.

## Història
Fou inicialment la capella del castell de Millars. La primera notícia documental referent a l'església data de l'any 1279, on es fa constar que els delmes del veïnat eren destinats a la construcció d'una capella. Un segle més tard (1387) es parla de l'estat ruïnós de l'edifici. El 1511 ja hi havia un cementiri per a infants. La visita pastoral del bisbe Arias Gallego parla de dos altars, els de Sant Iscle i Santa Victòria i el de la Mare de Déu. L'any 1560 ja està fet el campanar. A principis del segle xvii, malgrat l'oposició dels curats de Madremanya, s'obté el permís per a enterrar adults al cementiri, que subsistirà fins al 1880. Al segle xviii es construeix la sagristia, desapareguda amb la restauració. L'any 1936 és objecte de saqueig però se salven les pintures del pintor renaixentista Pere Mates (segle xvi). A la reforma de 1969 de l'arquitecte Camil Pallàs es destapa l'absis dels cossos adossats i s'emblanquina l'interior suprimint una pintura mural de Guillem Soles (1940).

## Arquitectura
Edifici d'una sola nau, coberta per dues voltes de creueria de maó, separades per un arc toral i capçada a llevant per un absis semicircular que s'obria directament a la nau ampliada lateralment per la construcció de capelles, al nord i al sud, i un campanar de torre adossat a la façana sud, prop de l'angle sud-oest. La porta s'obre a la façana sud i és coberta per un porxo que correspon a la profunda restauració efectuada en el temple. Al fons de l'absis s'obre una finestra de doble esqueixada, centrada. A l'exterior l'absis té com a ornamentació un fris d'arcuacions llombardes, en sèries de quatre, entre lesenes. L'interior del temple és totalment arrebossat, llevat dels arcs, capelles, absis i nervis de les voltes. El parament original devia ser similar al de l'absis, amb un aparell de reble amb petits carreus no gaire escairats, travats amb morter de calç, llevat de les lesenes on l'aparell és més polit.
Per l'estat actual es pot suposar que aquesta església era un senzill edifici d'una nau, construït segons les formes llombardes dins el segle xi, del qual l'absis i l'estructura de la nau devien quedar profundament reformats en un moment indeterminat, dins la tradició de l'arquitectura baix-medieval i que es pot situar a l'entorn de l'execució del retaule del mestre Pere Mates, dins al segle xvi, seguint la tradició de la persistència de formes medievals en època renaixentista, que es retroba en moltes esglésies gironines.